# فيديريكو اجلياردي
فيديريكو اجلياردي (بالإيطالية: Federico Agliardi) (11 فبراير 1983 ببريشا في إيطاليا - ) هو لاعب كرة قدم إيطالي في مركز حراسة المرمى. شارك مع منتخب إيطاليا تحت 17 سنة لكرة القدم ومنتخب إيطاليا تحت 18 سنة لكرة القدم ومنتخب إيطاليا تحت 19 سنة لكرة القدم ومنتخب إيطاليا تحت 21 سنة لكرة القدم. أما مع النوادي، فقد لعب مع نادي بادوفا ونادي باليرمو ونادي بريشيا ونادي بولونيا ونادي تشيزينا ونادي ريميني وكوسينزا كالشيو وCosenza Calcio 1914 ‏.

## وصلات خارجية
- فيديريكو اجلياردي على موقع الاتحاد الدولي (مؤرشف)  (الإنجليزية)
- فيديريكو اجلياردي على موقع قاعدة بيانات كرة القدم.إي يو (الإنجليزية)
- فيديريكو اجلياردي على موقع Soccerway.com (الإنجليزية)
- فيديريكو اجلياردي على موقع عالم كرة القدم.نت (الإنجليزية)
- فيديريكو اجلياردي على موقع أوليمبيديا (الإنجليزية)
- فيديريكو اجلياردي على موقع AS.com (الإسبانية)
- فيديريكو اجلياردي على موقع GSA (الإنجليزية)